# Saint-Nazaire, Gard
Saint-Nazaire este o comună în departamentul Gard din sudul Franței. În 2009 avea o populație de 1.160 de locuitori.

## Evoluția populației
| An        | 1975 | 1982 | 1990  | 1999  | 2006  | 2009  |
| --------- | ---- | ---- | ----- | ----- | ----- | ----- |
| Populație | 837  | 979  | 1.008 | 1.118 | 1.147 | 1.160 |